# Р229 (Росія)
Автошлях Р229 — автомобільна дорога загального користування федерального значення Самара — Пугачов — Енгельс — Волгоград.
Включено до переліку автомобільних доріг федерального значення Постановою Уряду РФ від 7 грудня 2020 № 2042.
Загальна довжина 696,9 км.
Ідентифікаційний номер автодороги: 00 ВП ФЗ Р-229.
Обліковий номер автодороги: Р-229.
Автошлях I-II-III категорії з асфальтобетонним покриттям.
Зв'язує три регіони — Самарську, Саратовську та Волгоградську області.
Дорога до перевелення у федеральну власність мала облікові номери: в Самарській області 36Р-069, 97 км, Саратовської області 63Р-00002 і Волгоградської області 18Р-2.
Колишня автомобільна дорога республіканського значення СРСР Р226.
Через Єрусланську затоку Волгоградського водосховища, між Старополтавським та Миколаївським районами Волгоградської області відсутній міст. Транспорт переправляється поромом.